# Корнволци
Корнволци (енгл. Cornish people) су келтска етничка група чија је матична земља Уједињено Краљевство, то јест покрајина Корнвол. Корнволаца има укупно од 6 до 11 милиона, од тога 534.300 у Уједињеном Краљевству, а остатак у САД, Канади, Аустралији и другим земљама. Корнволци су по вероисповести већином протестанти (англиканство и методизам), а мањим делом католици, а говоре корнволским језиком, који припада келтској групи индоевропске породице језика.